# Lista di lettere post-nominali
Le lettere post-nominali sono lettere che, principalmente nei paesi anglofoni, sono poste dopo il nome di una persona per indicare la posizione, l'incarico o il titolo che l'individuo detiene.
Un individuo può utilizzare diverse serie di lettere postnominali.
I titoli onorifici sono elencati per primi, secondo l'ordine decrescente di precedenza.
Quindi seguono i titoli di studio e l'appartenenza a società culturali in ordine crescente di importanza.
Nella presente voce si riportano le lettere postnominali utilizzate nei diversi paesi anglofoni.

## Antigua e Barbuda
| Titolo                                       | Lettere Post-nominali |
| -------------------------------------------- | --------------------- |
| The Most Exalted Order of the National Hero  |                       |
| Knight of the Order of the National Hero     | KNH                   |
| Dame of the Order of the National Hero       | DNH                   |
| The Most Distinguished Order of the Nation   |                       |
| Knight Grand Collar                          | KGN                   |
| Dame Grand Collar                            | DGN                   |
| Knight Grand Cross                           | KGCN                  |
| Dame Grand Cross                             | DCGN                  |
| Knight Commander                             | KCN                   |
| Dame Commander                               | DCN                   |
| Commander                                    | CN                    |
| Officer                                      | ON                    |
| Member                                       | MN                    |
| The Most Illustrious Order of Merit          |                       |
| Grand Cross                                  | GCM                   |
| Grand Officer                                | GOM                   |
| Commander                                    | CM                    |
| Officer                                      | OM                    |
| Member                                       | MM                    |
| The Most Precious Order of Princely Heritage |                       |
| Grand Cross                                  | GCH                   |
| Grand Officer                                | GOH                   |
| Commander                                    | CH                    |
| Officer                                      | OH                    |
| Member                                       | MH                    |

## Australia

### Ordini e decorazioni
| Ordini e decorazioni                                                  | Lettere post-nominali       | Lettere post-nominali             |
| Ordini e decorazioni                                                  | Conferiti dall'ottobre 1992 | Conferiti prima dell'ottobre 1992 |
| --------------------------------------------------------------------- | --------------------------- | --------------------------------- |
| Victoria Cross e Victoria Cross for Australia                         | VC                          | VC                                |
| George Cross                                                          |                             | GC                                |
| Cross of Valour                                                       | CV                          | CV                                |
| Knight/Lady of the Garter                                             | KG/LG                       | KG/LG                             |
| Knight/Lady of the Thistle                                            | KT/LT                       | KT/LT                             |
| Knight/Dame Grand Cross of the Order of the Bath                      |                             | GCB                               |
| Order of Merit                                                        | OM                          | OM                                |
| Knight/Dame of the Order of Australia                                 | AK/AD                       | AK/AD                             |
| Knight/Dame Grand Cross of the Order of St Michael and St George      |                             | GCMG                              |
| Knight/Dame Grand Cross of the Royal Victorian Order                  | GCVO                        | GCVO                              |
| Knight/Dame Grand Cross of the Order of the British Empire            |                             | GBE                               |
| Companion of the Order of Australia                                   | AC                          | AC                                |
| Companion of Honour                                                   |                             | CH                                |
| Knight/Dame Commander of the Order of the Bath                        |                             | KCB/DCB                           |
| Knight/Dame Commander of the Order of St Michael and St George        |                             | KCMG/DCMG                         |
| Knight/Dame Commander of the Royal Victorian Order                    | KCVO/DCVO                   | KCVO/DCVO                         |
| Knight/Dame Commander of the Order of the British Empire              |                             | KBE/DBE                           |
| Knight Bachelor (NB: Confers title of “Sir”/“Dame” - no postnominals) |                             |                                   |
| Officer of the Order of Australia                                     | AO                          | AO                                |
| Companion of the Order of the Bath                                    |                             | CB                                |
| Companion of the Order of St Michael and St George                    |                             | CMG                               |
| Commander of the Royal Victorian Order                                | CVO                         | CVO                               |
| Commander of the Order of the British Empire                          |                             | CBE                               |
| Star of Gallantry                                                     | SG                          | SG                                |
| Star of Courage (Australia)                                           | SC                          | SC                                |
| Companion of the Distinguished Service Order                          |                             | DSO                               |
| Distinguished Service Cross (Australia)                               | DSC                         | DSC                               |
| Member of the Order of Australia                                      | AM                          | AM                                |
| Lieutenant of the Royal Victorian Order                               | LVO                         | LVO                               |
| Officer of the Order of the British Empire                            |                             | OBE                               |
| Companion of the Imperial Service Order                               |                             | ISO                               |
| Member of the Royal Victorian Order                                   | MVO                         | MVO                               |
| Member of the Order of the British Empire                             |                             | MBE                               |
| Conspicuous Service Cross (Australia)                                 | CSC                         | CSC                               |
| Nursing Service Cross (Australia)                                     | NSC                         | NSC                               |
| Royal Red Cross (1st Class)(Member)                                   |                             | RRC                               |
| Distinguished Service Cross (UK)                                      |                             | DSC                               |
| Military Cross                                                        |                             | MC                                |
| Distinguished Flying Cross (UK)                                       |                             | DFC                               |
| Air Force Cross (UK)                                                  |                             | AFC                               |
| Royal Red Cross (2nd Class)(Associate)                                |                             | ARRC                              |
| Medal for Gallantry                                                   | MG                          | MG                                |
| Bravery Medal (Australia)                                             | BM                          | BM                                |
| Distinguished Service Medal (Australia)                               | DSM                         | DSM                               |
| Public Service Medal (Australia)                                      | PSM                         | PSM                               |
| Australian Police Medal                                               | APM                         | APM                               |
| Australian Fire Service Medal                                         | AFSM                        | AFSM                              |
| Ambulance Service Medal (Australia)                                   | ASM                         | ASM                               |
| Emergency Services Medal (Australia)                                  | ESM                         | ESM                               |
| Medaglia dell'Order of Australia                                      | OAM                         | OAM                               |
| Order of St John                                                      |                             | Varies                            |
| Distinguished Conduct Medal                                           |                             | DCM                               |
| Conspicuous Gallantry Medal                                           |                             | CGM                               |
| Conspicuous Gallantry Medal (Flying)                                  |                             | CGM                               |
| George Medal                                                          |                             | GM                                |
| Conspicuous Service Medal                                             | CSM                         | CSM                               |
| Australian Antarctic Medal                                            | AAM                         | AAM                               |
| Queen's Police Medal for Gallantry                                    |                             | QPM                               |
| Queen's Fire Service Medal for Gallantry                              |                             | QFSM                              |
| Distinguished Service Medal (UK)                                      |                             | DSM                               |
| Military Medal                                                        |                             | MM                                |
| Distinguished Flying Medal                                            |                             | DFM                               |
| Air Force Medal                                                       |                             | AFM                               |
| Sea Gallantry Medal                                                   |                             | SGM                               |
| Queen's Gallantry Medal                                               |                             | QGM                               |
| Royal Victorian Medal                                                 | RVM                         | RVM                               |
| British Empire Medal                                                  |                             | BEM                               |
| Queen's Police Medal for Distinguished Service                        |                             | QPM                               |
| Queen's Fire Service Medal for Distinguished Service                  |                             | QFSM                              |
| Reserve Force Decoration                                              | RFD                         | RFD                               |

### Uffici e incarichi
| Legislatori                                            |                                                    |
| Membro dell'Australian House of Representatives        | MP                                                 |
| Membro del Parlamento (Queensland)                     | MP                                                 |
| Membro della Legislative Assembly                      | MLA                                                |
| Membro del Legislative Council                         | MLC                                                |
| Membro della House of Assembly (South Australia)       | MHA                                                |
| Membro della House of Assembly (Tasmania)              | MP                                                 |
| Posizioni legali                                       |                                                    |
| Queen's Counsel                                        | QC                                                 |
| Senior Counsel                                         | SC                                                 |
| Justice of the Peace                                   | JP                                                 |
| Justice of the Peace (Qualified) - Qld                 | JP(Qual)                                           |
| Commissioner for Declarations                          | CDec                                               |
| Special Justice (South Australia)                      | SJ                                                 |
| Civil Marriage Celebrant                               | CMC                                                |
| Vice regal                                             |                                                    |
| Aide-de-Camp al Governor-General o allo State Governor | ADC                                                |
| Servizio                                               |                                                    |
| Ufficiale della Royal Australian Navy                  | RAN                                                |
| Ufficiale della Royal Australian Navy Reserve          | RANR                                               |
| Ufficiale dell'Australian Army                         | Abbreviazioni dei corpi d'armata: RAAC, RAE, RAInf |
| Ufficiali in congedo approvato dell'ADF                | (Retd)                                             |

### Titoli accademici e professionali
Titoli accademici
| Bachelor of "Speciality/Faculty"               | B"Speciality" e.g. BA, BSc                            |
| Bachelor of Laws                               | LLB                                                   |
| Bachelor Degree award with Honours             | (Hons)                                                |
| Master of Arts                                 | MA                                                    |
| Master of Science                              | MSc                                                   |
| Graduate Certificate in "Speciality/Faculty"   | GCert or GradCert e.g. GCertMkting                    |
| Graduate Diploma of "Speciality/Faculty"       | GDip"Speciality" or GradDip"Speciality" e.g. GDipMngt |
| Master of Philosophy                           | MPhil                                                 |
| Master Degree of "Speciality/Faculty"          | M"Speciality" e.g. MBA                                |
| Master of Laws                                 | LLM                                                   |
| Master of Juris Doctor                         | JD or MJD                                             |
| Doctor of Philosophy                           | PhD                                                   |
| Professional Doctorate of "Speciality/Faculty" | D"speciality" e.g. DIT                                |

Appartenenza a società culturali e istituzioni professionali
| Royal Australasian College of Physicians                                                           |                            |
| Fellow of the Royal Australasian College of Physicians                                             | FRACP                      |
| Royal Australasian College of Surgeons                                                             |                            |
| Fellow of the Royal Australasian College of Surgeons                                               | FRACS                      |
| Royal Australian and New Zealand College of Obstetricians and Gynaecologists                       |                            |
| Fellow of the Royal Australian and New Zealand College of Obstetricians and Gynaecologists         | FRANZCOG                   |
| Royal Australian and New Zealand College of Ophthalmologists                                       |                            |
| Fellow of the Royal Australian and New Zealand College of Ophthalmologists                         | FRANZCO                    |
| Royal Australian and New Zealand College of Psychiatrists                                          |                            |
| Fellow of the Royal Australian and New Zealand College of Psychiatrists                            | FRANZCP                    |
| Royal Australian and New Zealand College of Radiologists                                           |                            |
| Fellow of the Royal Australian and New Zealand College of Radiologists                             | FRANZCR                    |
| Royal Australian Historical Society                                                                |                            |
| Fellow of the Royal Australian Historical Society                                                  | FRAHS                      |
| Royal Australian Chemical Institute                                                                |                            |
| Fellow of the Royal Australian Chemical Institute                                                  | FRACI                      |
| Member of the Royal Australian Chemical Institute                                                  | MRACI                      |
| Chartered Chemist                                                                                  | CChem                      |
| Royal Australian College of General Practitioners                                                  |                            |
| Fellow of the Royal Australian College of General Practitioners                                    | FRACGP                     |
| Royal College of Nursing Australia                                                                 |                            |
| Fellow of the Royal College of Nursing Australia                                                   | FRCNA                      |
| Member of the Royal College of Nursing                                                             | MRCNA                      |
| Royal College of Pathologists of Australasia                                                       |                            |
| Fellow of the Royal College of Pathologists of Australasia                                         | FRCPA                      |
| Fellow of the Faculty of Oral Pathologists                                                         | FFOP                       |
| Royal Historical Society of Victoria                                                               |                            |
| Fellow of the Royal Historical Society of Victoria                                                 | FRHSV                      |
| Royal Military College, Duntroon                                                                   |                            |
| Graduate of the 4-year Diploma of Military Arts Course at RMC Duntroon                             | DipA(Mil)                  |
| Graduate of the 4-year Bachelor Degree in Military Arts Course at RMC Duntroon                     | BA(Mil)                    |
| Academy of the Social Sciences in Australia                                                        |                            |
| Fellow of the Academy of the Social Sciences in Australia                                          | FASSA                      |
| Astronomical Society of Australia                                                                  |                            |
| Fellow of the Astronomical Society of Australia                                                    | FASA                       |
| Member of the Astronomical Society of Australia                                                    | MASA                       |
| Australian Academy of Science                                                                      |                            |
| Fellow of the Australian Academy of Science                                                        | FAA                        |
| Australian Academy of Technological Sciences and Engineering                                       |                            |
| Fellow of the Australian Academy of Technological Sciences and Engineering                         | FTSE                       |
| Australian Academy of Law                                                                          |                            |
| Fellow of the Australian Academy of the Law                                                        | FAAL                       |
| Australian Academy of the Humanities                                                               |                            |
| Fellow of the Australian Academy of the Humanities                                                 | FAHA                       |
| Australian Association of Practice Managers                                                        |                            |
| Fellow of the Australian Association of Practice Managers                                          | FAAPM                      |
| Associate Fellow of the Australian Association of Practice Managers                                | AFAAPM                     |
| Member of the Australian Association of Practice Managers                                          | MAAPM                      |
| Life Member of the Australian Association of Practice Managers                                     | e.g.: FAAPM (LIFE)         |
| Australian Graduate School of Leadership                                                           |                            |
| Certified Leadership Practitioner - Associate                                                      | ACLP                       |
| Certified Leadership Practitioner - Member                                                         | MCLP                       |
| Certified Leadership Practitioner - Senior Member                                                  | SCLP                       |
| Certified Leadership Practitioner - Fellow                                                         | FCLP                       |
| Certified Leadership Practitioner - Life Fellow                                                    | LCLP                       |
| Australian Institute of Architects                                                                 |                            |
| Life Fellow of the Australian Institute of Architects                                              | LFRAIA                     |
| Fellow of the Australian Institute of Architects                                                   | FRAIA                      |
| Registered Architect of the Australian Institute of Architects                                     | RAIA                       |
| Australian Institute of Building                                                                   |                            |
| Fellow of the Australian Institute of Building                                                     | FAIB                       |
| Member of the Australian Institute of Building                                                     | MAIB                       |
| Affiliate Member of the Australian Institute of Building                                           | Affil.AIB                  |
| Associate Member of the Australian Institute of Building                                           | AMAIB                      |
| Graduate Member of the Australian Institute of Building                                            | GradAIB                    |
| Australian Institute of Certified Practising Trainers                                              |                            |
| Honorary Fellow of the Australian Institute of Certified Practising Trainers                       | Hon FAICPT                 |
| Fellow of the Australian Institute of Certified Practising Trainers                                | FAICPT                     |
| Member of the Australian Institute of Certified Practising Trainers                                | MAICPT                     |
| Associate of the Australian Institute of Certified Practising Trainers                             | AAICPT                     |
| Certified Practising Trainer of the Australian Institute of Certified Practising Trainers          | CPT                        |
| Australian Association of Procurement and Contract Management                                      |                            |
| Fellow of the Australian Association of Procurement and Contract Management                        | F-AAPCM                    |
| Associate Fellow of the Australian Association of Procurement and Contract Management              | AF-AAPCM                   |
| Qualified Member of the Australian Association of Procurement and Contract Management              | QM-AAPCM                   |
| Australian and New Zealand College of Anaesthetists                                                |                            |
| Fellow of the Australian and New Zealand College of Anaesthetists                                  | FANZCA                     |
| Australian College of Educators                                                                    |                            |
| Fellow of the Australian College of Educators                                                      | FACE                       |
| Member of the Australian College of Educators                                                      | MACE                       |
| Australian Council for Educational Leaders                                                         |                            |
| Fellow of the Australian Council for Educational Leaders                                           | FACEL                      |
| Member of the Australian Council for Educational Leaders                                           | MACEL                      |
| Australasian College for Emergency Medicine                                                        |                            |
| Fellow of the Australasian College for Emergency Medicine                                          | FACEM                      |
| Australian College of Legal Medicine                                                               |                            |
| Fellow of the Australian College of Legal Medicine                                                 | FACLM                      |
| Australian College of Rural and Remote Medicine                                                    |                            |
| Fellow of the Australian College of Rural and Remote Medicine                                      | FACRRM                     |
| Australian Community Workers Association                                                           |                            |
| Member of the Australian Community Workers Association                                             | MACWA                      |
| Australian Computer Society                                                                        |                            |
| Fellow of the Australian Computer Society                                                          | FACS                       |
| Senior Member of the Australian Computer Society                                                   | MACS (Snr)                 |
| Member of the Australian Computer Society                                                          | MACS                       |
| Associate of the Australian Computer Society                                                       | AACS                       |
| Certified Professional or Certified Technologist                                                   | CP or CT                   |
| Australian Institute for Commercial Arbitration                                                    |                            |
| Fellow of the Australian Institute for Commercial Arbitration                                      | FAICA                      |
| Member of the Australian Institute for Commercial Arbitration                                      | MAICA                      |
| Australian Institute of Company Directors                                                          |                            |
| Fellow of the Australian Institute of Company Directors                                            | FAICD                      |
| Graduate Member of the Australian Institute of Company Directors                                   | GAICD                      |
| Member of the Australian Institute of Company Directors                                            | MAICD                      |
| Australian Institute of Emergency Services                                                         |                            |
| Member of the Australian Institute of Emergency Services                                           | MAIES                      |
| Fellow of the Australian Institute of Emergency Services                                           | FAIES                      |
| Life Fellow of the Australian Institute of Emergency Services                                      | LFAIES                     |
| Australian and New Zealand Institute of Insurance and Finance                                      |                            |
| Fellow of the Australian and New Zealand Institute of Insurance and Finance                        | ANZIIF (Fellow) CIP        |
| Senior Associate of the Australian and New Zealand Institute of Insurance and Finance              | ANZIIF (Snr Assoc) CIP     |
| Associate of the Australian and New Zealand Institute of Insurance and Finance                     | ANZIIF (Assoc) CIP         |
| Australian Institute of Geoscientists                                                              |                            |
| Fellow of the Australian Institute of Geoscientists                                                | FAIG                       |
| Fellow of the Australian Institute of Geoscientists and Registered Professional Geoscientist       | FAIG RPGeo                 |
| Member of the Australian Institute of Geoscientists                                                | MAIG                       |
| Member of the Australian Institute of Geoscientists and Registered Professional Geoscientist       | MAIG RPGeo                 |
| Australian Institute of Agricultural Science and Technology                                        |                            |
| Fellow of the Australian Institute of Agricultural Science and Technology                          | FAIAST                     |
| Member of the Australian Institute of Agricultural Science and Technology                          | MAIAST                     |
| Australian Institute of Management                                                                 |                            |
| Emerging Manager of the Australian Institute of Management                                         | AIMe                       |
| Fellow of the Australian Institute of Management                                                   | FAIM                       |
| Associate Fellow of the Australian Institute of Management                                         | AFAIM                      |
| Member of the Australian Institute of Management                                                   | AIMM                       |
| Australian Marketing Institute                                                                     |                            |
| Fellow of the Australian Marketing Institute                                                       | FAMI                       |
| Associate Fellow of the Australian Marketing Institute                                             | AFAMI                      |
| Associate Member of the Australian Marketing Institute                                             | AMAMI                      |
| Certified Practising Marketer                                                                      | CPM                        |
| Australian Institute of Project Management                                                         |                            |
| Life Fellow of the Australian Institute of Project Management                                      | LFAIPM                     |
| Fellow of the Australian Institute of Project Management                                           | FAIPM                      |
| Member of the Australian Institute of Project Management                                           | MAIPM                      |
| Associate of the Australian Institute of Project Management                                        | AAIPM                      |
| Certified Practicing Project Director                                                              | CPPD                       |
| Certified Practicing Project Manager                                                               | CPPM                       |
| Certified Practicing Project Practitioner                                                          | CPPP                       |
| Australian Institute of Quantity Surveyors                                                         |                            |
| Fellow of The Australian Institute of Quantity Surveyors                                           | FAIQS                      |
| Associate of The Australian Institute of Quantity Surveyors (Full Member)                          | AAIQS                      |
| Australian Association of Social Workers                                                           |                            |
| Member of the Australian Association of Social Workers                                             | MAASW                      |
| Australian Mathematics Society                                                                     |                            |
| Fellow of the Australian Mathematics Society                                                       | FAustMS                    |
| Graduate Member of the Australian Mathematics Society                                              | GAustMS                    |
| Member of the Australian Mathematics Society                                                       | MAustMS                    |
| Australian Library and Information Association                                                     |                            |
| Associate Certified Professional                                                                   | AALIA (CP)                 |
| Associate                                                                                          | AALIA                      |
| Library Technician Certified Professional                                                          | ALIATec (CP)               |
| Library Technician                                                                                 | ALIATec                    |
| Australian Institute of Training and Development                                                   |                            |
| Member of The Australian Institute of Trainers and Developers                                      | MAITD                      |
| Planning Institute of Australia                                                                    |                            |
| Student Member of the Planning Institute of Australia                                              | MPIA (Student)             |
| Graduate Member of the Planning Institute of Australia                                             | MPIA (Graduate)            |
| Full Member of the Planning Institute of Australia                                                 | MPIA                       |
| Full Member of the Planning Institute of Australia with Certified Practicing Planner accreditation | MPIA CPP                   |
| Fellow of the Planning Institute of Australia                                                      | FPIA                       |
| Fellow of the Planning Institute of Australia with Certified Practicing Planner accreditation      | FPIA CPP                   |
| Life Fellow of the Planning Institute of Australia                                                 | LFPIA                      |
| Life Fellow of the Planning Institute of Australia with Certified Practicing Planner accreditation | LFPIA CPP                  |
| Honorary Fellow of the Planning Institute of Australia                                             | MPIA (Hon Fellow)          |
| The Tax Institute (Australia)                                                                      |                            |
| Associate Member of the Tax Institute                                                              | ATI                        |
| Fellow of the Tax Institute                                                                        | FTI                        |
| Chartered Tax Adviser Member of the Tax Institute                                                  | CTA                        |
| Australian Property Institute                                                                      |                            |
| Life Fellow of the Australian Property Institute                                                   | LFAPI                      |
| Fellow of the Australian Property Institute                                                        | FAPI                       |
| Associate Member of the Australian Property Institute                                              | AAPI                       |
| Provisional Member of the Australian Property Institute                                            | API (Provisional)          |
| Graduate Member of the Australian Property Institute                                               | API (Graduate)             |
| Student Member of the Australian Property Institute                                                | API (Student)              |
| Australian Psychological Society                                                                   |                            |
| Honorary Fellow of the Australian Psychological Society                                            | Hon FAPS                   |
| Fellow of the Australian Psychological Society                                                     | FAPS                       |
| Member of the Australian Psychological Society                                                     | MAPS                       |
| Associate Member of the Australian Psychological Society                                           | Assoc MAPS                 |
| Chartered Institute of Logistics and Transport in Australia                                        |                            |
| Fellow of the Chartered Institute of Logistics and Transport in Australia                          | FCILT                      |
| Chartered Member of the Chartered Institute of Logistics and Transport in Australia                | CMILT                      |
| Member of the Chartered Institute of Logistics and Transport in Australia                          | MILT                       |
| Certified Passenger Professional                                                                   | CPP                        |
| Certified Practicing Logistician                                                                   | CPL                        |
| Certified Transport Planner                                                                        | CTP                        |
| Chartered Institute of Purchasing and Supply in Australia                                          |                            |
| Fellow of the Chartered Institute of Purchasing and Supply in Australia                            | FCIPS                      |
| (Full) Member of the Chartered Institute of Purchasing and Supply in Australia                     | MCIPS                      |
| Chartered Secretaries Australia                                                                    |                            |
| Fellow of the Chartered Secretaries Australia                                                      | FCSA                       |
| Associate of Chartered Secretaries Australia                                                       | ACSA                       |
| Certificated Member of Chartered Secretaries Australia                                             | CSA(Cert)                  |
| College of Intensive Care Medicine                                                                 |                            |
| Fellow of the College of Intensive Care Medicine                                                   | FCICM                      |
| CPA (Certified Practicing Accountant) Australia                                                    |                            |
| Fellow of CPA Australia                                                                            | FCPA                       |
| Member of CPA Australia                                                                            | CPA                        |
| Associate of CPA Australia                                                                         | ASA                        |
| Dietitians Association of Australia                                                                |                            |
| Accredited Practising Dietitian                                                                    | APD                        |
| Advanced Accredited Practising Dietitian                                                           | AdvAPD                     |
| The Economic Society of Australia                                                                  |                            |
| Member of the Economic Society of Australia                                                        | ESAM                       |
| Environment Institute of Australia and New Zealand                                                 |                            |
| Fellow of the Environment Institute of Australia and New Zealand                                   | FEIANZ                     |
| Member of the Environment Institute of Australia and New Zealand                                   | MEIANZ                     |
| Certified Environmental Practitioner                                                               | CEnvP                      |
| Certified Environmental Practitioner Ecology Specialist                                            | CEnvP (Ecology Specialist) |
| Certified Environmental Practitioner IA Specialist                                                 | CEnvP (IA Specialist)      |
| Federation of Australian Historical Societies                                                      |                            |
| Fellow of the Federation of Australian Historical Societies                                        | FFAHS                      |
| Chartered Secretaries Australia                                                                    |                            |
| Fellow of the Financial Services Institute of Australasia                                          | F Fin                      |
| Gemmological Association of Australia                                                              |                            |
| Fellow of the Gemmological Association of Australia                                                | FGAA                       |
| Institute of Chartered Accountants in Australia                                                    |                            |
| Fellow of the Institute of Chartered Accountants                                                   | FCA                        |
| Member of the Institute of Chartered Accountants in Australia                                      | CA                         |
| Institute of Chartered Shipbrokers                                                                 |                            |
| Fellow of the Institute of Chartered Shipbrokers                                                   | FICS                       |
| Member of the Institute of Chartered Shipbrokers                                                   | MICS                       |
| Institute of Public Accountants (formerly the National Institute of Accountants)                   |                            |
| Fellow of IPA                                                                                      | FIPA                       |
| Member of IPA                                                                                      | MIPA                       |
| Associate of IPA                                                                                   | AIPA                       |
| Institute of Public Administration Australia                                                       |                            |
| Member of the Institute of Public Administration Australia                                         | MIPAA                      |
| Fellow of the Institute of Public Administration Australia                                         | FIPAA                      |
| Fellow of the Institute of Public Administration Australia, Victoria                               | FIPAA (VIC)                |
| Fellow of the Institute of Public Administration Australia, Western Australia                      | FIPAA (WA)                 |
| Institute of Foresters of Australia                                                                |                            |
| Member of the Institute of Foresters of Australia                                                  | MIFA                       |
| Fellow of the Institute of Foresters of Australia                                                  | FIFA                       |
| Registered Professional Forester                                                                   | RPF                        |
| Institute of Professional Editors                                                                  |                            |
| Accredited Editor                                                                                  | AE                         |
| Distinguished Editor                                                                               | DE                         |
| Institution of Engineers Australia                                                                 |                            |
| Professional Engineer                                                                              |                            |
| Honorary Fellow of the Institution of Engineers Australia                                          | Hon FIEAust                |
| Fellow of the Institution of Engineers Australia                                                   | FIEAust                    |
| Member of the Institution of Engineers Australia                                                   | MIEAust                    |
| Graduate Member of the Institution of Engineers Australia                                          | GradIEAust                 |
| Engineering Executive                                                                              | EngExec                    |
| Chartered Professional Engineer                                                                    | CPEng                      |
| International Professional Engineer (Australia)                                                    | IntPE(Aus)                 |
| Engineering Technologist                                                                           |                            |
| Honorary Engineering Technologist Fellow of the Institution of Engineers Australia                 | Hon TFIEAust               |
| Engineering Technologist Fellow of the Institution of Engineers Australia                          | TFIEAust                   |
| Engineering Technologist Member of the Institution of Engineers Australia                          | TMIEAust                   |
| Engineering Technologist Graduate Member of the Institution of Engineers Australia                 | GradTIEAust                |
| Chartered Engineering Technologist                                                                 | CEngT                      |
| Engineering Associate                                                                              |                            |
| Honorary Engineering Associate Fellow of the Institution of Engineers Australia                    | Hon AFIEAust               |
| Engineering Associate Fellow of the Institution of Engineers Australia                             | AFIEAust                   |
| Engineering Associate Member of the Institution of Engineers Australia                             | AMIEAust                   |
| Engineering Associate Graduate Member of the Institution of Engineers Australia                    | GradAIEAust                |
| Chartered Engineering Associate                                                                    | CEngA                      |
| Engineering Officer (stream now retitled Engineering Associate)                                    |                            |
| Honorary Engineering Officer Fellow of the Institution of Engineers Australia                      | Hon OFIEAust               |
| Engineering Officer Fellow of the Institution of Engineers Australia                               | OFIEAust                   |
| Engineering Officer Member of the Institution of Engineers Australia                               | OMIEAust                   |
| Engineering Officer Graduate Member of the Institution of Engineers Australia                      | GradOIEAust                |
| Chartered Engineering Associate                                                                    | CEngO                      |
| Engineering Trainee (all streams)                                                                  |                            |
| Student of the Institution of Engineers Australia                                                  | StudIEAust                 |
| New South Wales Operating Theatre Association                                                      |                            |
| Member of the New South Wales Operating Theatre Association                                        | MNSWOTA                    |
| Australian Security Medals Foundation                                                              |                            |
| Australian Security Medal                                                                          | ASM                        |
| Australian Security Valour Medal                                                                   | ASVM                       |
| Security Professionals Registry Australasia                                                        |                            |
| Registered Security Professional                                                                   | RSecP                      |

Qualifiche militari
| Passed Joint Services Staff College (superseded by CDSS)               | jssc   |
| Passed Centre for Defence and Strategic Studies Course                 | jssc   |
| Passed (Single Service) Staff College (superseded by ACSC)             | psc    |
| Passed Australian Command and Staff College                            | psc(j) |
| Passed Flying Instructors Course                                       | qfi    |
| Passed Technical Staff Officers Course (RMCS - "Dagger" course)        | qtc(†) |
| Passed Australian Technical Staff Officers Course (superseded by CTMP) | qtc    |
| Passed Capability and Technology Management Program                    | ctm    |

## Belgio
In Vallonia:
| Titolo/incarico                             | Lettere post-nominali                       |
| Merito vallone (in francese: Mérite Wallon) | Merito vallone (in francese: Mérite Wallon) |
| ------------------------------------------- | ------------------------------------------- |
| Commodoro (Commandeur)                      | C.M.W.                                      |
| Ufficiale (Officier)                        | O.M.W.                                      |
| Cavaliere (Chevalier)                       | Ch.M.W.                                     |
| Medaglia (Medaille)                         | M.M.W.                                      |

## Brunei
| Denominazione | Lettere post-nominali | Titolo | Nastro |
| --- | --------------------- | ------ | ------ |
| The Royal Family Order of the Crown of Brunei Darjah Kerabat Mahkota Brunei - info                                                 | DKMB                  | .      |        |
| The Most Esteemed Family Order of Brunei - Darjah Kerabat Yang Amat di-Homati - info                                               |                       |        |        |
| Senior (Darjah Kerabat Laila Utama)                                                                                                | DK                    | .      |        |
| Junior (Darjah Kerabat Sri Utama)                                                                                                  | DKII                  | .      |        |
| The Most Eminent Order of the Islam Religion of the State of Brunei - info Darjah Sri Ugama Islam Negara Brunei Yang Amat Bersinar |                       |        |        |
| I Classe (Dato Paduka Seri Setia)                                                                                                  | PSSUB                 | .      |        |
| II Classe (Dato Seri Setia) | DSSUB                 | .      |        |
| III Classe (Sri Setia) | SSUB                  | .      |        |
| IV Classe (Setia) | SUB                   | .      |        |
| V Classe (Pingat) | PUB                   | .      |        |
| The Most Illustrious Order of Splendid Valour - info Darjah Paduka Leila Jasa Keberanian Gemilang Yang Amat Chemerlang             |                       |        |        |
| I Classe ( Dato Paduka Seri ) | DPKG                  | .      |        |
| II Classe ( Dato Leila ) | DLKG                  | .      |        |
| III Classe ( Dato ) | DKG                   | .      |        |
| The Most Exalted Order of Famous Valour - info Darjah Paduka Keberanian Laila Terbilang Yang Amat Gemilang                         |                       |        |        |
| I Classe (Dato Paduka Seri) | DPKT                  | .      |        |
| II Classe (Dato Paduka) | DKLT                  | .      |        |
| III Classe (Dato) | DKT                   | .      |        |
| The Most Gallant Order of the Hero of the State of Brunei - info Darjah Pahlawan Negara Brunei Yang Amat Perkasa                   |                       |        |        |
| I Classe (Dato Seri Pahlawan) | PSPNB                 | .      |        |
| II Classe (Dato Hamzah Pahlawan)                                                                                                   | DHPNB                 | .      |        |
| III Classe | PNB                   |        |        |
| IV Classe | PJB                   |        |        |
| The Most Blessed Order of Loyalty to the State of Brunei - info Darjah Setia Negara Brunei Yang Amat Bahagia                       |                       |        |        |
| I Classe ( Dato Seri Sitia ) | PSNB                  | .      |        |
| II Classe ( Dato Sitia ) | DSNB                  | .      |        |
| III Classe | SNB                   | .      |        |
| IV Classe | PSB                   | .      |        |
| The Most Distinguished Order of Merit of Brunei - info Darjah Paduka Sri Laila Jasa Yang Amat Berjasa                              |                       |        |        |
| I Classe (Dato Paduka Sri Laila)                                                                                                   | PSLJ                  | .      |        |
| II Classe (Dato Laila Jasa) | DSLJ                  |        |        |
| III Classe | SLJ                   |        |        |
| The Most Honourable Order of the Crown of Brunei - info Darjah Sri Paduka Mahkota Brunei Yang Amat Mulia                           |                       |        |        |
| I Classe (Grand Commander or Dato Seri Paduka)                                                                                     | SPMB                  | .      |        |
| II Classe (Commander o Dato Paduka)                                                                                                | DPMB                  |        |        |
| III Classe (Companion) | SMB                   |        |        |
| The Most Faithful Order of Gallantry of Brunei - info Darjah Perwira Agong Negara Brunei Yang Amat Setia                           |                       |        |        |
| I Classe | PANB                  | .      |        |
| II Classe | PNB                   | .      |        |

| Glossario : | Glossario : |
| --- | --- |
| - Darjah : Gradi - Ordini della cavalleria - Dato' (Datuk, o più correttamente, Datu): gransignore. - 1) titolo ereditario per importanti capi territoriali o magnati. - 2) titolo conferito a vita assieme alla prima o alla seconda classe di un ordine di cavalleria. - Gemilang : Scintillante - Jasa : Merito - Kerabat : Famiglia - Genitore - Keberanian : Coraggio - Mahkota : Corona - Negara / Negri : Stato - Paduka : Signoria, Eccellenza, | - Pahlawan : Eroe - Perkasa : Forte, coraggioso, potente - Pingat : Medaglia - Sri / Seri : Elevato, grande - Setia : Leale, fedele, compagno - Terbilang : Eminente, egregio, distinto - Ugama : Religione - Utama : Principale, capo, speciale - Yang Amat Bersinar : : 'colui che è più risplendente'. - Yang Amat Chemerlang : 'colui che è più risplendente'. - Yang Amat Di-Hormarti : : 'colui che è più onorevole'. |

## Canada
| Lettere post-nominali                                                          | Titoli/incarichi |
| ------------------------------------------------------------------------------ | --- |
| Titoli ereditari                                                               | |
| Esq.                                                                           | Esquire |
| Bt o Btss                                                                      | Baronetto o Baronetta (Baronetess) |
| UE                                                                             | United Empire Loyalists |
| Decorazioni nazionali più elevate                                              | |
| VC                                                                             | Victoria Cross |
| CV                                                                             | Cross of Valour |
| Ordini nazionali                                                               | |
| OM                                                                             | Order of Merit |
| CC                                                                             | Companion of the Order of Canada |
| OC                                                                             | Officer of the Order of Canada |
| CM                                                                             | Member of the Order of Canada |
| GCVO                                                                           | Knight or Dame Grand Cross of the Royal Victorian Order |
| KCVO/DCVO                                                                      | Knight or Dame Commander of the Royal Victorian Order |
| CMM                                                                            | Commander of the Order of Military Merit |
| COM                                                                            | Commander of the Order of Merit of the Police Forces |
| CVO                                                                            | Commander of the Royal Victorian Order |
| OMM                                                                            | Officer of the Order of Military Merit |
| OOM                                                                            | Officer of the Order of Merit of the Police Forces |
| LVO                                                                            | Lieutenant of the Royal Victorian Order |
| MMM                                                                            | Member of the Order of Military Merit |
| MOM                                                                            | Member of the Order of Merit of the Police Forces |
| MVO                                                                            | Member of the Royal Victorian Order |
| GCStJ                                                                          | Bailiff or Dame Grand Cross of the Most Venerable Order of the Hospital of St. John of Jerusalem (often shortened to the Most Venerable Order of St. John) Post nominals are used only within the order itself. |
| KStJ/DStJ                                                                      | Knight or Dame of the Most Venerable Order of the Hospital of St. John of Jerusalem |
| CStJ                                                                           | Commander of the Most Venerable Order of the Hospital of St. John of Jerusalem |
| OStJ                                                                           | Officer of the Most Venerable Order of the Hospital of St. John of Jerusalem |
| SBStJ or SSStJ                                                                 | Serving Member (Brother or Sister) of the Most Venerable Order of the Hospital of St. John of Jerusalem |
| Ordini provinciali                                                             | |
| GOQ                                                                            | Grand officier de l'Ordre national du Québec |
| OQ                                                                             | Officier de l'Ordre national du Québec |
| CQ                                                                             | Chevalier de l'Ordre national du Québec |
| SOM                                                                            | Saskatchewan Order of Merit |
| OOnt                                                                           | Order of Ontario |
| OBC                                                                            | Order of British Columbia |
| AOE                                                                            | Alberta Order of Excellence |
| OPEI                                                                           | Order of Prince Edward Island |
| OM                                                                             | Order of Manitoba |
| ONB                                                                            | Order of New Brunswick |
| ONS                                                                            | Order of Nova Scotia |
| ONL                                                                            | Order of Newfoundland and Labrador |
| Decorazioni nazionali                                                          | |
| SMV                                                                            | Star of Military Valour |
| SC                                                                             | Star of Courage |
| MSC                                                                            | Meritorious Service Cross |
| MMV                                                                            | Medal of Military Valour |
| MB                                                                             | Medal of Bravery |
| MSM                                                                            | Meritorious Service Medal |
| RVM                                                                            | Royal Victorian Medal |
| CD                                                                             | Canadian Forces Decoration |
| Ordini e decorazioni britannici                                                | |
| GC                                                                             | George Cross |
| CH                                                                             | Order of the Companions of Honour |
| CB                                                                             | Companion of the Order of the Bath |
| CMG                                                                            | Companion of the Order of St. Michael and St. George |
| CBE                                                                            | Commander of the Order of the British Empire |
| DSO                                                                            | Distinguished Service Order |
| OBE                                                                            | Officer of the Order of the British Empire |
| ISO                                                                            | Imperial Service Order |
| MBE                                                                            | Member of the Order of the British Empire |
| RRC                                                                            | Member of the Royal Red Cross |
| DSC                                                                            | Distinguished Service Cross |
| MC                                                                             | Military Cross |
| DFC                                                                            | Distinguished Flying Cross |
| AFC                                                                            | Air Force Cross |
| SMV                                                                            | Star of Military Valour |
| SC                                                                             | Star of Courage |
| MSC                                                                            | Meritorious Service Cross |
| MMV                                                                            | Medal of Military Valour |
| MB                                                                             | Medal of Bravery |
| MSM                                                                            | Meritorious Service Medal |
| ARRC                                                                           | Associate of the Royal Red Cross |
| DCM                                                                            | Distinguished Conduct Medal |
| CGM                                                                            | Conspicuous Gallantry Medal |
| GM                                                                             | George Medal |
| DSM                                                                            | Distinguished Service Medal |
| MM                                                                             | Military Medal |
| DFM                                                                            | Distinguished Flying Medal |
| AFM                                                                            | Air Force Medal |
| QGM                                                                            | Queen's Gallantry Medal |
| BEM                                                                            | British Empire Medal |
| Appointments to the monarch                                                    | |
| PC                                                                             | Privy Councillor |
| ADC                                                                            | Aide-de-Camp to Her Majesty |
| A de C                                                                         | Aide-de-Camp to Governor General, Lieutenant Governor or viceroy. |
| QHS                                                                            | Queen's Honorary Surgeon |
| QHP                                                                            | Queen's Honorary Physician |
| QHDS                                                                           | Queen's Honorary Dental Surgeon |
| QHNO                                                                           | Queen's Honorary Nursing Officer |
| QPO                                                                            | Queen's Police Officer |
| Titoli accademici                                                              | |
| DD, DLitt, EngD, DSocSci, LLD/JSD/SJD, PhD/DPhil, DU etc.                      | Doctorate |
| LLM, MA, MAcc, MASc, MC, MEd, MEng, MFA, MFin, MM, MMath, MRes, MSc/MSci, etc. | Master's degree |
| BASc, BEd, JD/LLB/BCL, MBA, MD, MPA, OD, etc.                                  | Professional degree |
| BA, BFA, BSc, BSocSc, etc.                                                     | Bachelor's degree |
| Posizioni legali                                                               | |
| QC                                                                             | Queen's Counsel |
| Ordini accademici, società, accademici                                         | |
| RMC                                                                            | Full graduate of the Royal Military College of Canada, of the Collège militaire royal de Saint-Jean (CMR), or of the Royal Roads Military College (RRMC).                                                       |
| CPMHN(C)                                                                       | Certified in Psychiatric and Mental Health Nursing by the Canadian Nurses Association |
| ARCT                                                                           | Associate of the Royal Conservatory of Toronto (Royal Conservatory of Music) |
| FCAHS                                                                          | Fellow of Canadian Academy of Health Sciences |
| FCFP                                                                           | Fellow of The College of Family Physicians of Canada (General Practitioner) |
| FCGmA                                                                          | Fellow of the Canadian Gemmological Association |
| FRSA                                                                           | Fellow of the Royal Society for the Encouragement of Arts, Manufactures and Commerce |
| FRSC                                                                           | Fellow of the Royal Society of Canada |
| FRCA                                                                           | Fellow of the Royal Canadian Academy of Arts |
| FCSI                                                                           | Fellow of the Canadian Securities Institute |
| FRCD                                                                           | Fellow of the Royal College of Dentists of Canada |
| FRCPC                                                                          | Fellow of the Royal College of Physicians and Surgeons of Canada (Physician) |
| FRCSC                                                                          | Fellow of the Royal College of Physicians and Surgeons of Canada (Surgeon) |
| FRCCO                                                                          | Fellow of the Royal Canadian College of Organists |
| FRCGS                                                                          | Fellow of the Royal Canadian Geographical Society |
| FCIC                                                                           | Fellow of the Chemical Institute of Canada |
| MCIC                                                                           | Member of the Chemical Institute of Canada |
| FRHSC                                                                          | Fellow of the Royal Heraldry Society of Canada |
| FRAIC                                                                          | Fellow of the Royal Architectural Institute of Canada |
| FCAE                                                                           | Fellow of the Canadian Academy of Engineering |
| FEC                                                                            | Fellow of Engineers Canada |
| FCIM                                                                           | Fellow of the Canadian Institute of Mining, Metallurgy and Petroleum |
| FCASI                                                                          | Fellow of the Canadian Aeronautics and Space Institute |
| MRAIC                                                                          | Member of the Royal Architectural Institute of Canada |
| MCFP                                                                           | Member of The College of Family Physicians of Canada (General Practitioner) |
| MCIP                                                                           | Member of the Canadian Institute of Planners |
| ARIDO                                                                          | Member of the Association of Registered Interior Designers of Ontario |
| OAA                                                                            | Member of the Ontario Association of Architects |
| MAIBC                                                                          | Member of the Architectural Institute of British Columbia |
| See also: List of post-nominal letters: United Kingdom                         | |
| Istituzioni professionali                                                      | |
| AScT                                                                           | Applied Science Technologist |
| CBHF                                                                           | Companion of the Canadian Business Hall of Fame |
| OBHF                                                                           | Officer of the Canadian Business Hall of Fame |
| CAE                                                                            | Certified Association Executive |
| CGA                                                                            | Certified General Accountant |
| CHRP                                                                           | Certified Human Resources Professional |
| CIRP                                                                           | Chartered Insolvency and Restructuring Professional |
| CMA                                                                            | Certified Management Accountant |
| CA                                                                             | Chartered Accountant |
| CFA                                                                            | Chartered Financial Analyst |
| CIM                                                                            | Chartered Investment Manager |
| CPA                                                                            | Chartered Professional Accountant |
| CPHI(C)                                                                        | Certificate in Public Health Inspection (Canada) |
| CHE                                                                            | Certified Health Executive |
| C. Med.                                                                        | Chartered Mediator |
| Q. Med.                                                                        | Qualified Mediator |
| C. Arb.                                                                        | Chartered Arbitrator |
| ISP                                                                            | Information Systems Professional |
| EIT                                                                            | Engineer-in-Training/Engineering Intern |
| P.Eng.                                                                         | Professional Engineer |
| StrucEng                                                                       | Structural Engineer |
| PGeo                                                                           | Professional Geoscientist |
| PGeol                                                                          | Professional Geologist |
| PGeoph                                                                         | Professional Geophysicist |
| PPhys                                                                          | Professional Physicist |
| PMP                                                                            | Project Management Professional |
| GSC                                                                            | Gold Seal Certification |
| GSI                                                                            | Gold Seal Certification - Intern |
| ALS                                                                            | Alberta Land Surveyor |
| BCLS                                                                           | British Columbia Land Surveyor |
| CLS                                                                            | Canada Lands Surveyor |
| MLS                                                                            | Manitoba Land Surveyor |
| MLT                                                                            | Medical Laboratory Technologist |
| OLS                                                                            | Ontario Land Surveyor |
| SLS                                                                            | Saskatchewan Land Surveyor |
| RM                                                                             | Registered Midwife |
| RN                                                                             | Registered Nurse |
| NP                                                                             | Nurse Practitioner |
| LPN                                                                            | Licensed Practical Nurse |
| RPN                                                                            | Registered Practical Nurse |
| CTech                                                                          | Certified Technician |
| CET                                                                            | Certified Engineering Technologist |
| CPM                                                                            | Certified Payroll Manager |
| PCP                                                                            | Payroll Compliance Practitioner |
| RPF                                                                            | Forester (Registered Professional Forester) |
| RPH                                                                            | Registered Pharmacist |
| RPP                                                                            | Registered Professional Planner |
| RPBio                                                                          | Registered Professional Biologist |
| OCT                                                                            | Ontario Certified Teacher |
| PLog                                                                           | Professional Logistician |
| MMP                                                                            | Maintenance Management Professional |
| Legislatori                                                                    | |
| MP                                                                             | Member of Parliament |
| MHA                                                                            | Member of the House of Assembly |
| MNA                                                                            | Member of the National Assembly |
| MLA                                                                            | Member of the Legislative Assembly |
| MPP                                                                            | Member of Provincial Parliament |

## Città del Vaticano

### Ordini sacri
- Arciv. (Arcivescovo), in latino Archiep. (Archiepiscopus)

### Corte pontificia
- P.A o Prot. Ap. (Protonotario Apostolico)
- P.A.S. o Prot. Ap. Supr. (Protonotario Apostolico Sopranumerario)
- Prel. d'On. (Prelato d'Onore)
- Capp. S.S. (Cappellano di Sua Santità)

### Ordini religiosi
| Istituti religiosi                                  |                                                                |
| Canonici regolari di Sant'Agostino confederati      | C.R. + iniziali della specifica Congregazione (ad es. C.R.I.C) |
| Canonici Regolari Premostratensi                    | O.Praem.                                                       |
| Ordine di San Benedetto                             | OSB                                                            |
| Cistercensi della stretta osservanza                | OCSO                                                           |
| Ordine dei frati predicatori                        | OP                                                             |
| Francescani conventuali                             | OFM Conv.                                                      |
| Francescani Cappuccini                              | OFM Cap.                                                       |
| Ordine dei Frati Minori                             | OFM                                                            |
| Ordine di Santa Chiara                              | OSC                                                            |
| Ordine di Sant'Agostino                             | OSA                                                            |
| Ordine della Beata Vergine del Monte Carmelo        | O Carm.                                                        |
| Ordine dei carmelitani scalzi                       | O.C.D.                                                         |
| Ordine dei Servi di Maria                           | OSM                                                            |
| Ordine Ospedaliero di San Giovanni di Dio           | OH                                                             |
| Compagnia di Gesù                                   | SJ o SI                                                        |
| Istituto della Beata Vergine Maria                  | IBVM                                                           |
| Congregazione della Missione                        | CM                                                             |
| Figlie della carità di San Vincenzo de' Paoli       | DC                                                             |
| Congregazione del Santissimo Redentore              | C.Ss.R.                                                        |
| Congregazione della Passione di Gesù Cristo         | C.P.                                                           |
| Congregazione dello Spirito Santo                   | C.S.Sp.                                                        |
| Società Salesiana di San Giovanni Bosco             | SDB                                                            |
| Società del Divin Salvatore                         | SDB                                                            |
| Società di Maria                                    | SM                                                             |
| Fratelli Maristi delle Scuole                       | FMS                                                            |
| Fratelli delle Scuole Cristiane                     | FSC                                                            |
| Suore della Misericordia                            | RSM                                                            |
| Suore di Carità d'Irlanda                           | RSC                                                            |
| Suore della Presentazione della Beata Vergine Maria | IPBVM                                                          |
| Fratelli Cristiani                                  | C.F.C.                                                         |
| Società di San Colombano per le missioni estere     | SSC                                                            |
| Società di San Patrizio per le missioni estere      | SPS                                                            |

### Ordini cavallereschi

#### OESSG (Ordine equestre del Santo Sepolcro di Gerusalemme), in latino OESSH (Ordo equestris Sancti Sepulcri Hierosolymitani)
- Gradi dei Cavalieri (inclusi gli ecclesiastici)
  - KHS Cavaliere (Cav.)
  - KCHS Commendatore (Comm.)
  - KG*HS Grand’Ufficiale (Gr. Uff.)
  - KGCHS Cavaliere di Gran Croce (Cav. Gr. Cr.)

- Gradi delle Dame
  - DHS Dama (D.)
  - DCHS Dama di Commenda (D. Comm.)
  - DC*HS Dama di Commenda con Placca (D. Comm. Pl.)
  - DGCHS Dama di Gran Croce (D. Gr. Cr.)

- Cavalieri e Dame di Collare (Cav. Coll. e D. Coll.)

## Francia
| Ordres nationaux                                                   |       |
| Ordre national de la Légion d'honneur                              | LH    |
| Ordre de la Libération                                             | OL    |
| Ordre national du mérite                                           | ONM   |
| Ordres ministériels                                                |       |
| Ordre des Palmes académiques                                       | OPA   |
| Ordre des arts et des lettres                                      | OAL   |
| Ordre du Mérite agricole                                           | OMA   |
| Ordre du Mérite maritime                                           | OMM   |
| Médailles d'honneurs                                               |       |
| Médaille d'honneur de l'aéronautique                               | MHA   |
| Médaille d'honneur agricole                                        | MA    |
| Médaille d'honneur pour acte de courage et de dévouement           | MACD  |
| Médaille de la famille                                             | MF    |
| Médaille de la mutualité, de la coopération et du crédit agricoles | MCCA  |
| Médaille d'honneur de la police nationale                          | MPN   |
| Médaille d'honneur de la protection judiciaire de la jeunesse      | MHPJJ |
| Médaille d'honneur régionale, départementale et communale          | MHRDC |
| Médaille d'honneur de la santé et des affaires sociales            | MSAS  |
| Médaille d'honneur des sapeurs-pompiers                            | MSP   |
| Médaille de la sécurité intérieure                                 | MSI   |
| Médaille d'honneur des sociétés musicales                          | MSM   |
| Médaille du tourisme                                               | MT    |
| Médaille d'honneur des transports routiers                         | MTR   |
| Médaille d'honneur du travail                                      | MHT   |
| Médaille d'honneur des travaux publics                             | MHTP  |

## Italia
| Onorificenza                                   | Lettere post-nominali |
| ---------------------------------------------- | --------------------- |
| Ordine al merito della Repubblica italiana     | OMRI                  |
| Ordine militare d'Italia                       | OMI                   |
| Ordine al merito del lavoro                    | OML                   |
| Ordine della Stella della Solidarietà Italiana | OSSI                  |
| Ordine di Vittorio Veneto                      | OVV                   |
| Ordine Supremo della Santissima Annunziata     | OSSA                  |
| Ordine dei Santi Maurizio e Lazzaro            | OSSML                 |
| Ordine della Corona d'Italia                   | OCI                   |
| Ordine civile di Savoia                        | OCS                   |
| Ordine coloniale della Stella d'Italia         | OCSI                  |
| Ordine dell'Aquila Romana                      | OARom.                |

## Repubblica d'Irlanda
| Ufficio/titolo                                                                | Lettere postnominali                                                                                   |
| ----------------------------------------------------------------------------- | --- |
| Ordini e decorazioni                                                          | |
| Military Medal for Gallantry                                                  | MMG |
| Distinguished Service Medal                                                   | DSM |
| Incarichi legali, ecc.                                                        | |
| Senior Counsel                                                                | SC |
| Titoli accademici                                                             | |
| Dottorato di ricerca                                                          | DPhil, PhD, DSc. DLitt, DSocSci, MD, EngD, DD, LLD, EdD, STD, etc.                                     |
| Master's Degree                                                               | MA, MSc, MSci, MPhil, MLitt, MRes, MEng, MSocSc, MTh, LLM, MMath, MAcc, MFin, MBA, MEd, MEnt, STL etc. |
| Bachelor's Degree                                                             | BA, BSc, LLB, BCL, BComm, BEng, BE, BAI, BArch, BD, BTh, BDes, BBS, STB, etc.                          |
| Diplomi universitari                                                          | |
| Postgraduate Diploma                                                          | PGD, PGDCCI(open), etc.                                                                                |
| Diploma of Higher Education/Certificate of Higher Education                   | DipHE/CertHE                                                                                           |
| Peace Commissioner                                                            | PC |
| Studenti universitari                                                         | |
| University College Cork                                                       | (NUI)                                                                                                  |
| University College Dublin                                                     | (NUI)                                                                                                  |
| Università di Limerick                                                        | (Limerick)                                                                                             |
| Università di Dublino                                                         | (Dubl. - Dublinensis)                                                                                  |
| Dublin City University                                                        | (Dub City)                                                                                             |
| National University of Ireland, Galway                                        | (NUI)                                                                                                  |
| National University of Ireland, Maynooth                                      | (NUI)                                                                                                  |
| St. Patricks College, Maynooth (Pontifical University)                        | (Maynooth)                                                                                             |
| Open University                                                               | (Open)                                                                                                 |
| Titoli legali                                                                 | |
| Bachelor's Degrees                                                            | LLB, DipLaw/CPE                                                                                        |
| Barrister at Law Degree                                                       | BL |
| Master's Degrees                                                              | LLM, BCL, MJur                                                                                         |
| Doctorate                                                                     | DPhil, PhD, LLD                                                                                        |
| Honorary Doctorate                                                            | DCL (Hon), LLD (Hon)                                                                                   |
| Qualifiche mediche                                                            | |
| Medicina                                                                      | MB BCh BAO, BM BS, MD, ecc.                                                                            |
| Chirurgia                                                                     | MRCS, FRCSI, MS, MCh, etc.                                                                             |
| Medicina Interna                                                              | MRCPI, FRCPI, MRCPath, MRCPsych etc.                                                                   |
| Anestesia                                                                     | MCAI, FFCAI, etc.                                                                                      |
| Scienziati biomedici                                                          | LIBMS, MIBMS, FIBMS, CSci                                                                              |
| Ostetricia                                                                    | BSc (Cur), BN                                                                                          |
| Medicina generale                                                             | MICGP, FRCGP                                                                                           |
| Medicina omeopatica                                                           | LFHOM, MFHOM, FFHOM                                                                                    |
| Medicina interna di assistenza preospedaliera                                 | DipIMC RCSEd, FIMC RCSEd                                                                               |
| Medicina d'urgenza                                                            | MCEM, FCEM                                                                                             |
| Fisioterapia                                                                  | DPT, MCSP, FCSP, SRP, etc.                                                                             |
| Farmacia                                                                      | MPSI,                                                                                                  |
| Medicina veterinaria                                                          | VN, RVN                                                                                                |
| Chirurgia veterinaria                                                         | BVSc, BVetMed, VetMB, BVM&S, MRCVS, FRCVS                                                              |
| Qualifiche d'insegnamento                                                     | |
| Doctorate in Education                                                        | EdD |
| Postgraduate Certificate in Education                                         | PGCE                                                                                                   |
| Postgraduate Diploma in Education                                             | PGDE                                                                                                   |
| Graduate Diploma in Education                                                 | GDEd                                                                                                   |
| Higher Diploma in Education                                                   | HDipEd                                                                                                 |
| Certificate in Education                                                      | Cert. Ed.                                                                                              |
| Bachelor of Education                                                         | BEd |
| Qualifiche di ingegneria                                                      | |
| Chartered Engineer                                                            | CEng                                                                                                   |
| Associate Engineer                                                            | AEng                                                                                                   |
| Engineering Technician                                                        | EngTech                                                                                                |
| Qualifiche dell'Information Technology                                        | |
| Chartered IT Professional                                                     | CITP                                                                                                   |
| Qualifiche dei servizi finanziari                                             | |
| CFA Charterholder (CFA Institute)                                             | CFA |
| Fellow of the Institute of Actuaries                                          | FIA |
| Chartered Accountant                                                          | ACA, FCA                                                                                               |
| Chartered Certified Accountant(ACCA)                                          | ACCA, FCCA                                                                                             |
| Certified Public Accountant                                                   | CPA |
| Chartered Institute of Management Accountants (CIMA)                          | ACMA, FCMA                                                                                             |
| Accounting Technician (Accounting Technicians Ireland - formerly called IATI) | MIATI                                                                                                  |
| Professional Risk Manager (PRIMA)                                             | PRM |
| Financial Risk Manager (GARP)                                                 | FRM |
| Appartenenza a società culturali                                              | |
| Membro dell'Institute of Archaeologists of Ireland                            | MIAI                                                                                                   |
| Membro della Royal Irish Academy                                              | MRIA                                                                                                   |
| Membro dell'Institution of Engineers of Ireland                               | MIEI                                                                                                   |
| Membro del Royal College of Surgeons in Ireland                               | MRCSI                                                                                                  |
| Membro della Geographical Society of Ireland                                  | MGSI                                                                                                   |
| Membro della Royal Academy of Medicine of Ireland                             | FRAMI                                                                                                  |
| Membro della Royal Hibernian Academy                                          | MRHA                                                                                                   |
| Membro del Royal Institute of the Architects of Ireland                       | MRIAI                                                                                                  |
| Membro della Royal Society of Antiquaries of Ireland                          | MSAI                                                                                                   |
| Membro della Royal Dublin Society                                             | MRDS                                                                                                   |
| Membro della Honorable Society of King's Inns                                 | MHSKI                                                                                                  |
| Registered Member of the Archives and Records Association, Ireland            | RMARA                                                                                                  |
| Membro del Royal Anthropological Institute di Gran Bretagna e Irlanda         | FRAI                                                                                                   |
| Membro del Trinity College                                                    | FTCD                                                                                                   |
| Studente del Trinity College                                                  | Sch |
| Legislatori                                                                   | |
| A Teachta Dála                                                                | TD |
| Membro del Parlamento europeo                                                 | MEP |

## Svezia
- Royal Order of the Seraphim
  - RoKavKMO/LoKavKMO - Knight/Member e Commander
  - RSerafO/LSerafO - "Member of the Cloth" o Knight/Member of the Royal Order of the Seraphim
- Order of the Polar Star:
  - Commander Grand Cross (KmstkNO)
  - Commander 1st Class (KNO1kl)
  - Commander 2nd Class (KNO2kl)
  - Knight 1st Class (RNO1kl)
  - Knight (RNO)